# Championnat de Tunisie masculin de basket-ball 2023-2024
Navigation
Saison précédente Saison suivante
La saison 2023-2024 du championnat de Tunisie masculin de basket-ball est la 69e édition de la compétition.

## Formule de la compétition
Pour la première fois de l'histoire du championnat, seulement dix équipes sont retenues pour disputer le championnat (contre douze équipes lors des éditions précédentes). Le championnat de cette saison est composé de trois phases.
La première phase se déroule en aller/retour avec une unique poule de dix équipes, les six premiers étant qualifiés pour le tour suivant (play-off) tandis que les quatre derniers étant qualifiés pour les play-out.
Lors de la deuxième phase, les six équipes qualifiées disputent leurs matchs sous forme d'aller/retour. Les quatre premiers sont qualifiés pour la dernière et troisième phase (super play-off).
| \| CA SN JSE ESS USMO JSK DSG EZS ESR \| Localisation des clubs engagés dans le championnat. |
| CA SN JSE ESS USMO JSK DSG EZS ESR                                                           |

## Clubs participants
| Club                              | Classement 2022-2023 | Salle                          | Capacité théorique | Ville       |
| --------------------------------- | -------------------- | ------------------------------ | ------------------ | ----------- |
| Union sportive monastirienne      | 1er                  | Salle omnisports Mohamed-Mzali | 4 070              | Monastir    |
| Club africain                     | 2e                   | Salle Chérif-Bellamine         | 2 100              | Tunis       |
| Étoile sportive du Sahel          | 3e                   | Salle olympique de Sousse      | 4 500              | Sousse      |
| Étoile sportive de Radès          | 4e                   | Salle Taoufik-Bouhima          | 3 000              | Radès       |
| Jeunesse sportive d'El Menzah     | 5e                   | Palais des sports d'El Menzah  | 4 500              | El Menzah   |
| Ezzahra Sports                    | 6e                   | Ezzahra Arena                  | 2 500              | Ezzahra     |
| Jeunesse sportive kairouanaise    | 7e                   | Salle omnisports de Kairouan   | 3 000              | Kairouan    |
| Dalia sportive de Grombalia       | 8e                   | Salle omnisports de Grombalia  | 1 400              | Grombalia   |
| Stade nabeulien                   | 9e                   | Salle Bir Challouf             | 5 000              | Nabeul      |
| Étoile olympique La Goulette Kram | National B           | Salle de la Goulette           | 2 000              | La Goulette |

- Promu de la Nationale B

## Compétition
| T : Tenant du titre                    |
| F : Finaliste du championnat 2022-2023 |
| P : Promu de la Nationale B 2023-2024  |

### Première phase

#### Classement
| Légende :                                                            |
| - Qualification pour les play-offs - Qualification pour les play-out |

 Source : Fédération tunisienne de basket-ball.
| Rang | Équipe                | %   | J  | G  | P  | Pp | Pc | Diff |
| ---- | --------------------- | --- | -- | -- | -- | -- | -- | ---- |
| 1    | US Monastir T         | 100 | 18 | 18 | 0  | 00 | 00 |      |
| 2    | Club africain F S     | 89  | 18 | 16 | 2  | 00 | 00 |      |
| 3    | ES Sahel              | 61  | 18 | 11 | 7  | 00 | 00 |      |
| 4    | JS Kairouan           | 56  | 18 | 10 | 8  | 00 | 00 |      |
| 5    | ES Radès              | 50  | 18 | 9  | 9  | 00 | 00 |      |
| 6    | EO La Goulette Kram P | 50  | 18 | 9  | 9  | 00 | 00 |      |
| 7    | Stade nabeulien       | 33  | 18 | 6  | 12 | 00 | 00 |      |
| 8    | JS Menzah             | 33  | 18 | 6  | 12 | 00 | 00 |      |
| 9    | DS Grombalia          | 22  | 18 | 4  | 14 | 00 | 00 |      |
| 10   | Ezzahra Sports        | 6   | 18 | 1  | 17 | 00 | 00 |      |

### Play-off
Source : Fédération tunisienne de basket-ball.
| Légende :                                |
| - Qualification pour les super play-offs |

| Rang | Équipe              | Pts | J  | G | P | Pp  | Pc  | Diff |
| ---- | ------------------- | --- | -- | - | - | --- | --- | ---- |
| 1    | US Monastir         | 19  | 10 | 9 | 1 | 501 | 444 | 57   |
| 2    | Club africain       | 19  | 10 | 9 | 1 | 545 | 454 | 91   |
| 3    | JS Kairouan         | 14  | 10 | 4 | 6 | 519 | 479 | 40   |
| 4    | ES Radès            | 14  | 10 | 4 | 6 | 482 | 525 | -43  |
| 5    | ES Sahel            | 13  | 10 | 2 | 7 | 446 | 515 | -69  |
| 6    | EO La Goulette Kram | 11  | 10 | 1 | 9 | 463 | 539 | -76  |

| Résultats (dom.\ext.)                                              | USMO    | CA      | ESS     | JSK     | ESR     | EOG     |
| USMO                                                               |         | 72 - 66 | 79 - 57 | 73 - 57 | 82 - 77 | 85 - 60 |
| CA                                                                 | 72 - 68 |         | 83 - 51 | 80 - 73 | 85 - 68 | 92 - 62 |
| ESS                                                                | 64 - 70 | 72 - 80 |         | 69 - 66 | 68 - 76 | 75 - 64 |
| JSK                                                                | 62 - 71 | 56 - 68 | 77 - 62 |         | 79 - 68 | 87 - 67 |
| ESR                                                                | 59 - 66 | 63 - 83 | 71 - 70 | 78 - 73 |         | 61 - 63 |
| EOG                                                                | 69 - 73 | 59 - 76 | 60 - 80 | 79 - 80 | 81 - 87 |         |
| - Victoire à domicile - Victoire à l'extérieur - Match non disputé |         |         |         |         |         |         |

### Play-out
Source : Fédération tunisienne de basket-ball.
| Légende :                    |
| - Rélgéué pour le National B |

| Rang | Équipe          | Pts | J | G | P | Pp | Pc | Diff |
| ---- | --------------- | --- | - | - | - | -- | -- | ---- |
| 1    | JS Menzah       | 2   | 1 | 1 | 0 | 00 | 00 |      |
| 2    | Stade nabeulien | 2   | 1 | 1 | 0 | 00 | 00 |      |
| 3    | Ezzahra Sports  | 1   | 1 | 0 | 1 | 00 | 00 |      |
| 4    | DS Grombalia    | 1   | 1 | 0 | 1 | 00 | 00 |      |

### Super play-off
|  | Demi-finales      | Demi-finales      | Demi-finales | Demi-finales | Demi-finales | Demi-finales |                 |    | Finale | Finale | Finale | Finale | Finale | Finale |
|  |                   |                   |              |              |              |              |                 |    |        |        |        |        |        |        |
|  |                   |                   |              |              |              |              |                 |    |        |        |        |        |        |        |
|  |                   |                   |              |              |              |              |                 |    |        |        |        |        |        |        |
|  | US Monastir (1)   | US Monastir (1)   | -            | -            | -            | -            |                 |    |        |        |        |        |        |        |
|  | US Monastir (1)   | US Monastir (1)   | -            | -            | -            | -            |                 |    |        |        |        |        |        |        |
|  | ES Radès (4)      | ES Radès (4)      | -            | -            | -            | -            |                 |    |        |        |        |        |        |        |
|  | ES Radès (4)      | ES Radès (4)      | -            | -            | -            | -            | US Monastir (1) | 83 | 76     | 58     | 59     | 78     |        |        |
|  |                   |                   |              |              |              |              | US Monastir (1) | 83 | 76     | 58     | 59     | 78     |        |        |
|  |                   | Club africain (2) | 72           | 65           | 81           | 69           | 58              |    |        |        |        |        |        |        |
|  | Club africain (2) | Club africain (2) | 72           | 65           | 81           | 69           | 58              | -  | -      | -      | -      |        |        |        |
|  | Club africain (2) | Club africain (2) |              |              |              |              |                 |    | -      | -      | -      |        |        |        |
|  | JS Kairouan (3)   | JS Kairouan (3)   | -            | -            | -            | -            |                 |    |        |        |        |        |        |        |
|  | JS Kairouan (3)   | JS Kairouan (3)   | -            | -            | -            | -            | Troisième place |    |        |        |        |        |        |        |
|  |                   |                   |              |              |              |              |                 |    |        |        |        |        |        |        |
|  |                   |                   |              |              |              |              |                 |    |        |        |        |        |        |        |
|  |                   |                   |              |              |              |              |                 |    |        |        |        |        |        |        |
|  | JS Kairouan (3)   | JS Kairouan (3)   | 144          | -            | -            | -            |                 |    |        |        |        |        |        |        |
|  | JS Kairouan (3)   | JS Kairouan (3)   | 144          | -            | -            | -            |                 |    |        |        |        |        |        |        |
|  | ES Radès (4)      | ES Radès (4)      | 74           | -            | -            | -            |                 |    |        |        |        |        |        |        |

## Champion
- Union sportive monastirienne
  - Président : Amir Hizem
  - Entraîneur : Vasco Curado
  - Joueurs : Houssem Mhamli, Amrou Bouallegue, Achref Gannouni, Lassaad Chouaya, Oussama Marnaoui, Mortadha Ben Taher, Firas Lahyani, Ahmed Addami, Mokhtar Ghayaza, Chris Crawford, Ater Majok, Eskander Bhouri, Yassine Marmouch

## Autres
| Récompense                   | Joueur           | Club          |
| ---------------------------- | ---------------- | ------------- |
| Meilleur meneur              | Omar Abada       | Club africain |
| Meilleur arrière             | Achref Gannouni  | US Monastir   |
| Meilleur ailier              | Oussama Marnaoui | US Monastir   |
| Meilleur ailier fort         | Firas Lahyani    | US Monastir   |
| Meilleur pivot               | Fares Ochi       | Club africain |
| Meilleur joueur de la finale | Oussama Marnaoui | US Monastir   |

Le Basket Club Mahdia, champion de division nationale B, et le deuxième, l'Union sportive El Ansar, montent en nationale A.